# .eus
El dominio .eus es el dominio de nivel superior patrocinado para la comunidad lingüística y cultura vasca gestionado por la fundación sin ánimo de lucro PuntuEus. Nació con el objetivo de fomentar el Euskera y la cultura vasca y de servir de elemento de cohesión para los territorios que comparten idioma y la cultura. Actualmente, cuenta con más de 14.000 dominios registrados.

## Procedimiento de Registro
Cualquier persona puede solicitar un dominio .eus, al igual que .com o .org. Particular o empresa/organización, sea cual sea su origen geográfico. Para determinar si una solicitud debe ser aprobada o no, no se evaluará el solicitante, sino la web.
El dominio se solicita en tres pasos: entrar en la página puntu.eus/es/ y comprobar si el dominio está disponible, seleccionar de la lista un registrador, y realizar la compra en la página del registrador. Otra opción es realizar la búsqueda del dominio deseado directamente desde el sitio web de cualquiera de los múltiples distribuidores o agentes registradores acreditados ante .eus.
El precio de los nombres de dominio .eus lo establecen los registradores, según los servicios que ofrecen. Dicho precio puede incluir más servicios (correo electrónico .eus, gestión de servidores DNS, espacio web y demás). En cualquier caso, el precio final de los dominios .eus lo establecen los registradores. 

### Condiciones para el registro
Para poder registrar un nombre de dominio .eus debe cumplirse al menos uno de estos requisitos, que están basados en el contenido de la web:
Las webs que lo soliciten deben tener contenido en euskera 
o
el contenido de la web debe hablar sobre la cultura vasca, entendiendo cultura en su acepción más amplia.

## Pioneros
Hasta el 3 de diciembre de 2014, los únicos nombres de dominio .eus que estaban activos eran los pioneros. Para decidir los nombres de dominio que formarían parte de los pioneros se estableció un plazo de un mes en el que se recibieron las propuestas de los pioneros y en el siguiente mes se tramitaron las activaciones. Se propusieron un total de 113 nombres de dominio, de la mano de 92 entidades. En un principio la Fundación puntuEUS iba a seleccionar 90 pioneros, sin embargo, el límite técnico real se encontraba en 93. Por ello, se tomó una decisión: dar la oportunidad a todas las entidades que mostraron su deseo de ser pioneros del dominio .eus. Por tanto, cada entidad solo podía solicitar un único nombre de dominio. De las 92 entidades 9 son empresas, 23 instituciones públicas, 14 medios de comunicación y 46 que se han englobado en la cultura vasca (de diferentes sectores). De todas ellas 22 son miembros de la fundación puntuEUS. 

## Fundación
La Fundación PuntuEus es una entidad privada sin ánimo de lucro. La Fundación PuntuEus presentó, en mayo de 2012, la solicitud para la aprobación del dominio .EUS y es quién firmó el contrato con ICANN en diciembre de 2013.
Por ello, la Fundación PuntuEus es la entidad responsable del control, la administración y la gestión del dominio .EUS. La Fundación PuntuEus fue creada por la Asociación PuntuEus, asociación constituida por los miembros más abajo listados. Algunos de ellos están actualmente representados en el patronato de la Fundación PuntuEus.

### Miembros del patronato
- Euskaltzaindia
- Kontseilua
- Euskaltel Fundazioa
- UPV/EHU
- Euskal Irrati Telebista
- ESLE
- Euskal Kultur Erakundea
- Puntueus Elkartea

### Miembros de la fundación
- Euskaltzaindia
- 11 Telebista
- Argia
- ARROSA, Euskal Herriko Irrati Sarea
- Center for Basque Studies, University of Nevada, Reno
- Centros Vascos de Venezuela
- CMN, Noticias Taldea
- EKE, Euskal Kultur Erakundea
- El Centro Vasco de México D.F.
- Elhuyar Fundazioa
- Elkar Fundazioa
- EMUN, Lana Euskalduntzeko Kooperatiba
- Eskubideak, Euskal Herriko Abokatuen Elkartea
- ESLE, Euskadiko Software Libre Enpresen Elkartea
- Euskadiko Gazteriaren Kontseilua
- Euskadiko Informatikako Ingeniarien Elkargo Ofiziala
- Euskal Aktoreen Batasuna
- Euskal Herriko Gazteriaren Kontseilua
- Euskal Herriko Giza Eskubideen Behatokia
- Euskal Herriko Ikastolen Konfederazioa
- Euskal Herriko Telekomunikazio Ingeniarien Elkargoa
- Euskal Herriko Txistulari Elkartea
- Universidad del País Vasco
- Euskal Idazleen Elkartea
- Euskal Irrati Telebista
- Euskal Itzultzaile, Zuzentzaile eta Interpreteen Elkartea
- Euskal Kantuzaleen Elkartea
- Euskal Komunikabideen Hedapenerako Elkartea
- Euskal Konfederazioa
- Euskal PEN
- Euskaltel Fundazioa
- Euskara Kultur Elkargoa
- Euskararen Gizarte Erakundeen Kontseilua
- Euskarazko Komunikazio Taldea
- Eusko-ikaskuntza
- Euskokultur Fundazioa
- Euzko Etxea de Santiago de Chile
- FEVA, Federación de Entidades Vasco-Argentinas
- FIVU, Federación de Instituciones Vascas de Uruguay
- Gaindegia
- Gerediaga Elkartea
- GOIENA Komunikazio Zerbitzuak
- Ikastolen Elkartea – Partaide IEP
- Internet&Euskadi
- MAIATZ, iparraldeko argitaletxea
- Mondragon Unibertsitatea
- NABO, North American Basque Organizations
- Sortzen ikasbatuaz
- Soziolinguistika Klusterra
- SUA Edizioak
- Susa-Literatura
- Topagunea
- Universidad de Deusto
- UEU
- Bai Euskarari Ziurtagiriaren Elkartea
- ZTK elkartea, iparraldeko argitaletxea

## Historia
La Asociación PuntuEus fue constituida oficialmente el 2 de abril de 2008 y presentó en representación de toda la comunidad de la lengua y la cultura vasca la candidatura para obtener un dominio propio en Internet.
La ICANN autorizó la creación del dominio .eus el 15 de junio de 2013.
El 3 de diciembre de 2014, en el día internacional del euskara, se activaron 1200 nombres de dominio .eus y se inició la fase de registro libre.
El 6 de diciembre se puso en marcha una promoción para que los particulares pudieran utilizar un nombre de dominio .eus en el correo electrónico, coincidiendo con la Feria del libro y del disco vasco de Durango.
Desde el 19 al 31 de marzo de 2015 el precio del dominio .eus se rebajó a 29,95 €, uniéndose así a la 19.ª edición de la Korrika.
El 15 de abril de 2024, se cumplieron 10 años desde el registro del primer dominio .eus (domeinuak.eus).